# G-kracht

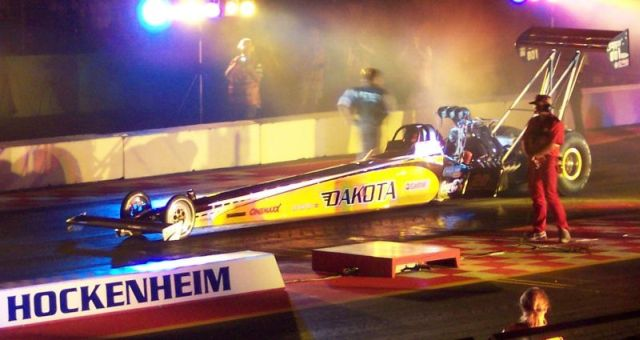
Deze raceauto op de Nitrolympics TopFuel 2005 kon in 0,86 seconden uit stilstand een snelheid bereiken van 160 km/u, waarbij een gemiddelde horizontale versnelling van 5,2 g (51 m/s²) optrad

Met G-kracht wordt de versnelling, uitgedrukt in de vrijevalversnelling {\displaystyle g}, aangeduid die een bewegend voorwerp ondervindt als gevolg van veranderingen van grootte of richting van de snelheid. De term wordt vooral gebruikt bij grote versnellingen. Deze geven de sensatie dat grote krachten, zoals die van enkele malen het gewicht, op het object inwerken. Typische voorbeelden doen zich voor bij een piloot in een straaljager en bij kermisgasten in een achtbaan. Men zegt bijvoorbeeld dat de piloot bij een bepaalde manoeuvre een G-kracht ondervindt van {\displaystyle 3g}, dus een versnelling van 3 keer de valversnelling. Deze G-kracht geeft de indruk van een kracht van 3 keer het gewicht van de piloot.
{\displaystyle G{\text{-kracht}}={\frac {F_{\text{stoel op piloot}}}{F_{\text{zwaartekracht op piloot}}}}g}
Daarin is:
{\displaystyle F_{\text{stoel op piloot}}} de kracht die de stoel op de piloot uitoefent
{\displaystyle F_{\text{zwaartekracht op piloot}}} het gewicht van de piloot.

## Effecten van grote versnellingen

### Mechanische spanning
Als een massa een grote versnelling ondervindt, brengt dat in de meeste gevallen mechanische spanning met zich mee, bijvoorbeeld bij een staand persoon drukspanning in het grootste deel van het lichaam en rekspanning in naar beneden hangende armen. Mensen en broze voorwerpen kunnen daardoor maar een beperkte G-kracht verdragen.
Een overal gelijke gravitatiekracht geeft op zichzelf geen mechanische spanning omdat de kracht gelijkmatig (evenredig met de dichtheid) door het hele voorwerp of lichaam aangrijpt.
Andere krachten grijpen plaatselijk aan, zoals via de vloer, de wand, de stoel, een paal of andere handgreep waaraan men zich vasthoudt, een veiligheidsgordel, een tuig, een spanband, haak, enzovoorts. Een vloeistof kan de kracht gelijkmatig verdelen over een oppervlak, zoals bij zwemmen en bij landen op water. In uitzonderingsgevallen kunnen ook niet-gravitatiekrachten min of meer gelijkmatig door het hele voorwerp of lichaam aangrijpen, zoals elektrische of magnetische krachten, bijvoorbeeld bij diamagnetische levitatie; er is dan wel een kracht die de zwaartekracht opheft, maar nauwelijks mechanische spanning. Omgekeerd kunnen er uiteraard tegengestelde niet-gravitatiekrachten werken op een voorwerp.

### Biologisch effect
Bij de mens stroomt bij een extra versnelling in dezelfde richting als de valversnelling het bloed de hersenen uit, wat kan leiden tot verlies van bewustzijn. Bij versnelling in tegengestelde richting stroomt het bloed de hersenen in;   dit wordt over het algemeen als onprettig ervaren. De grootte van de verticale G-kracht waarbij een mens buiten bewustzijn raakt, varieert met de lichamelijke gesteldheid, geoefendheid, verloop van de kracht en duur van de kracht. Een ongeoefend mens kan van 6g buiten bewustzijn raken als deze langere tijd aanhoudt. Er is speciale kleding die deze grens kan verhogen. Bijvoorbeeld piloten van de Red Bull Air Race kunnen (in hun pak) versnellingen van 14g aan. Zij houden wel een marge van 2g aan voor de veiligheid, dus ze gaan niet verder dan 12g.
In een centrifuge worden gevechtsvliegers, autocoureurs en astronauten voorbereid op hoge G-krachten, bijvoorbeeld bij het Centrum voor Mens en Luchtvaart (CML) in Soesterberg.
| Versnelling (g ≈ 9,8 m/s²) | Symptoom bij ongetrainde mensen                 |
| -------------------------- | ----------------------------------------------- |
| 1...2g                     | Goed te verdragen, veiligheidsgordel niet nodig |
| 2...3g                     | Verkleining van het gezichtsveld treedt op      |
| 3...4g                     | Beperkt cilindervormig gezichtsveld, grey-out   |
| 4...5g                     | Black-out (verlies gezichtsvermogen)            |
| 5...6g                     | Bewusteloosheid                                 |

### Zwaartekracht als gewone kracht
Er wordt wel onderscheid gemaakt tussen enerzijds zwaartekracht – een "echte" kracht – en de ondervonden kracht zoals in de hierboven beschreven ruimtecapsule: een schijnkracht, omdat de waarnemer zelf versneld meebeweegt. Albert Einstein stelde in zijn equivalentieprincipe dat er eigenlijk geen principieel verschil is. Zwaartekracht geeft volgens de relativiteitstheorie op dezelfde wijze als andere krachten een versnelling – de trage massa bleek gelijk aan de zware massa.

## Toepassing

### Ruimtevaart
Als een raketmotor een versnelling van 9,81 m/s2 geeft lijkt een persoon in deze raket met eenzelfde kracht tegen de wand van de capsule gedrukt te worden als de zwaartekracht op aarde (in werkelijkheid wordt de wand tegen de persoon gedrukt). Je zou dus kunnen stellen dat er in de capsule zwaartekracht is gesimuleerd. De ondervonden kracht levert een versnelling van 1g, naast de versnelling door de zwaartekracht, terwijl het gewicht van de astronaut (kracht op de zetel) als op aarde is.
Bij de landing van de Command Module van de Apollo 12 in zee ondervonden de astronauten zonder schadelijke gevolgen een negatieve versnelling (remming) van 15g.

### Cirkelbeweging
Als een voertuig eenparig een cirkelbaan beschrijft is er een extra kracht nodig die naar het middelpunt is gericht om het voertuig in zijn baan te houden: de middelpuntzoekende kracht. Het extra schijnbare gewicht is naar buiten gericht: het voertuig wil niet door de bocht maar een rechte lijn beschrijven. Deze schijnkracht wordt middelpuntvliedende kracht genoemd, die dus meedraait met het voertuig. De totale kracht is dus schuin naar binnen en omhoog gericht, en het schijnbare gewicht schuin naar buiten en omlaag.
Een bocht in een weg of spoorweg helt soms naar binnen zodat de benodigde kracht door de normaalkracht wordt geleverd, en niet zoveel wrijvingskracht (of dwarskracht van de rails) nodig is.
De grootte is {\displaystyle {\frac {v^{2}}{r}}=\omega ^{2}r} met {\displaystyle v} de snelheid, {\displaystyle r} de straal en {\displaystyle \omega } de hoeksnelheid in radialen per tijdseenheid. In een ruimteschip kan deze kracht in principe voor een kunstmatige zwaartekracht zorgen. Zie ook Corioliseffect.

### Achtbaan

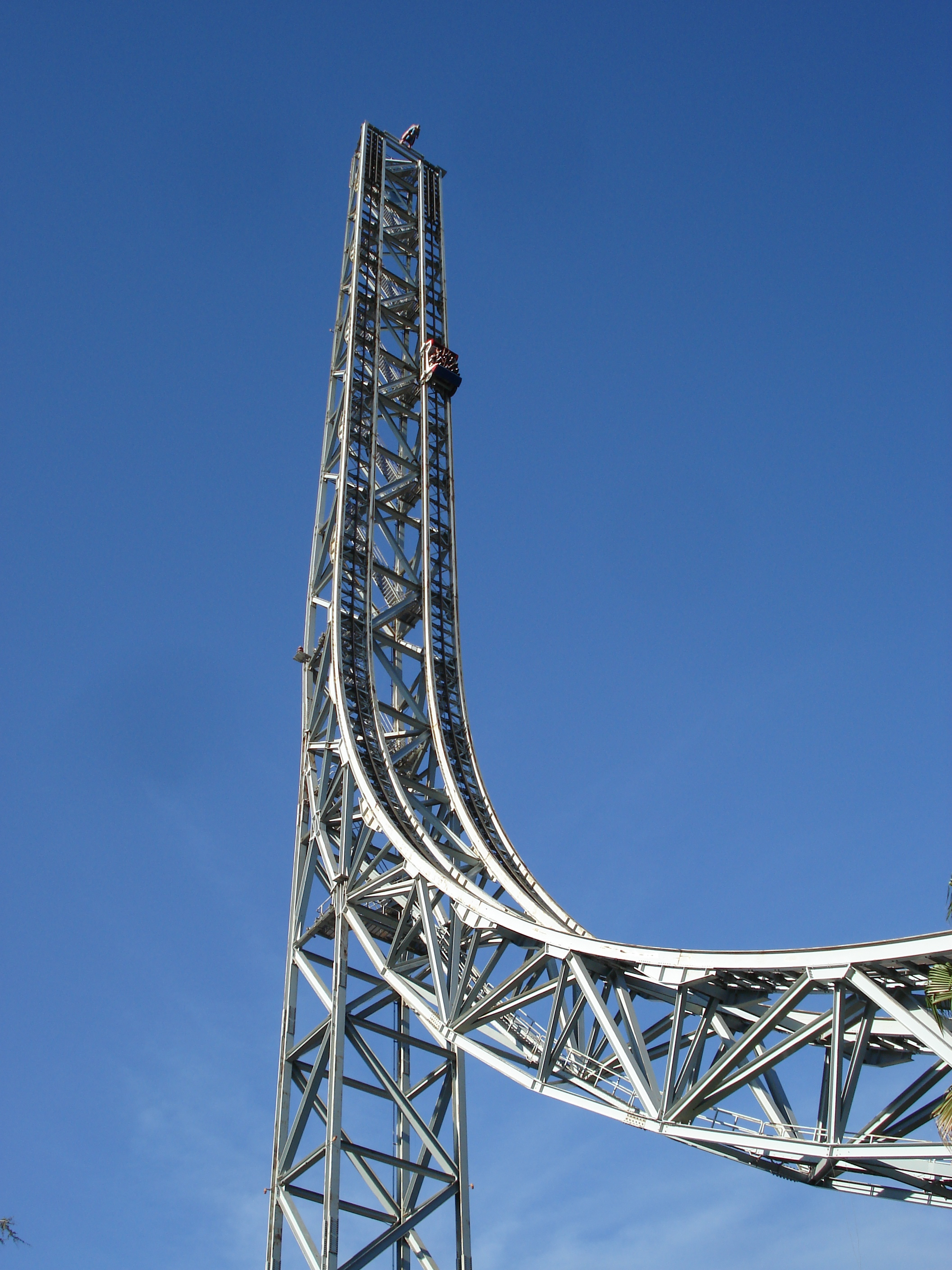
Superman: The Escape. Attractie van Six Flags Magic Mountain in Californië die 6,5 seconden gewichtsloosheid oplevert.

In een achtbaan wordt sensatie opgewekt door snel veranderende krachten. Een versnelling omhoog (bijvoorbeeld als je wordt afgeschoten) treedt op als de totale krachten groter worden; je voelt dat je in je stoel wordt gedrukt. Een versnelling omlaag die ongeveer gelijk is aan de valversnelling geeft je een gevoel van gewichtsloosheid.
Er zijn regels opgesteld die aangeven hoeveel g versnelling een bezoeker van een attractie mag ervaren tijdens een rit in een achtbaan. 5,2g is het maximum, met als voorwaarde dat deze versnelling langzaam wordt opgebouwd en verticaal op het lichaam werkt, zodat het hoofd in de rugwervel gedrukt wordt. Bij een versnelling van 5g is de totale kracht op een lichaam vijf keer zo groot als de normale kracht door de zwaartekracht: het voelt alsof het eigen gewicht vijf keer extra gedragen moet worden.